# روش‌های ابتدا به ساکن در شیمی کوانتومی
اب‌اینیشیو (به انگلیسی: Ab initio) نام یکی از روش‌های شیمی محاسباتی است که بر مبنای مکانیک کوانتومی استوار می‌باشد.
اصطلاح اب‌اینیشیو که به معنای از آغاز است، نخستین بار در شیمی کوانتومی توسط رابرت پار و دستیارانش در مطالعه‌ای شبه‌عملی از حالت‌های برانگیخته بنزن مورد استفاده قرار گرفت.